# 疯夏之箱
《疯夏之箱》（英語：Craze Below The Wind）是一部2022年马来西亚喜剧公路片电影。本片设定在沙巴州，讲述男主角意外把行李箱扣在女主角的手上，误打误撞被拷在一起的两人，无意间卷入黑帮和警察的追捕，两人必须共同行动，展开一场玩转整个沙巴的亡命搞笑冒险之旅。
本片于2022年5月26日在马来西亚院线上映。本片由蔡顺民执导，主演有余畑龙、刘倩妏、陈俊权（傻豹）、黄俊龙、郑义彬；曹格和Soya特别出演。

## 剧情简介
故事讲述主角阿龙（余畑龙饰）为了拯救惹祸上身的妹妹，被迫答应替犯罪集团走私，运送一个神秘行李箱，一路从斗湖运送到亚庇。在走私的过程中，他却误打误撞把行李箱扣在刚到沙巴旅行的台湾网红爱纱（刘倩妏饰）的手腕上，没想到竟然解不开。在警方与黑帮犯罪集团的包夹之下，被命运之神作弄的两人，除了携手合作之外，别无他法。两人被迫带着神秘行李箱，展开一场玩转全沙巴的亡命之旅。众人的搞笑冒险将会怎么样？

## 演员
- 余畑龙
- 刘倩妏
- 陈俊权（傻豹）
- 黄俊龙
- 郑义彬
- Hazli Bojili
- Soya (许素瑄)
- 曹格
- 曹景堂
- Jimmy Pamo
- 李恒
- 蔡福安
- 吴丽雯 (贝儿)
- 李一民
- Marcellus Abas

## 制作
本片由蔡顺民（Katak）执导，构思来自于公路电影的启发，希望能够透过电影来发觉沙巴的美景以及美丽的风土人情。 片名取自沙巴的美誉“风下之乡”的谐音。
本片于2019年拍摄，全片在沙巴州各地取景，展示了沙巴许多美丽的风景名胜，包括仙本那海岛、亚庇市、京那巴鲁神山、昆达山、丹南、“小香港”山打根、马里马里原住民文化村等。
本片的男主演是沙巴创作歌手、网红兼电台DJ余畑龙；女主角则是在台湾发展的大马女演员刘倩妏，曾出演电影《Ola Bola》和台剧《生死接线员》主角。另外，同样来自沙巴，旅居台湾的大马网红“Soya手痒计划”(许素瑄) ，和著名歌手曹格和其父亲曹景堂都有特别出演。 本片的其他演员有沙巴当地素人演员和网红，其中包括当地华人和土著，充分体现沙巴州各族人民和谐。

## 发行
本片原定于2020年4月上映，但因新冠疫情和行动限制令（MCO）导致映期一直延档，直到定档2022年5月26日。